# 愛姊妹 二人的果實
《愛姊妹 二人的果實》是Silky's於1994年9月30日發售的冒險類型成人遊戲，愛姊妹系列的第一作。DVDPG版由YELLOW PIG於2002年11月28日發售。遊戲發售後也改編成兩部OVA、小說、成人影片。

## 角色
野川丈人
野川産業社長的兒子。
北澤幸繪
與丈夫和女兒同住的家庭主婦。
北澤留美
幸繪的大女兒。
北澤智子
幸繪的二女兒。
岡本由美
野川社長的秘書兼情人。

## OVA
同名OVA是成人動畫以Windows 95版改編，於2001年發售3集，第二部《愛姊妹2 ～二人的果實～》於2001年發售2集。

### 主題曲
愛姊妹第1夜片尾曲
作詞：atsuko，作曲、編曲：岩崎文纪，歌：夕海なゆた
愛姊妹第2夜片尾曲
作詞：早川夏未，作曲：大內義昭，編曲：松浦晃久，歌：三澤恵巨
愛姊妹第3夜片尾曲
作詞：前田たかひろ，作曲：藤木和人，編曲：武澤豊，歌：羽鳥かなた
愛姊妹2片尾曲「if」
作詞、作曲、編曲：上松範康，歌：佐藤裕美

### 各話列表
愛姊妹 ～二人的果實～
| 話數  | 標題 | 發售日        |
| ----- | ---- | ------------- |
| 第1夜 |      | 2001年4月27日 |
| 第2夜 |      | 2001年6月22日 |
| 第3夜 |      | 2001年9月21日 |

愛姊妹2 ～二人的果實～
| 話數  | 標題 | 發售日        |
| ----- | ---- | ------------- |
| 第1夜 |      | 2003年2月28日 |
| 第2夜 |      | 2003年5月23日 |

### 工作人員
| 愛姊妹 ～二人的果實～ - 企畫：乱交太郎 - 製作人：織賀進 - 劇本：ももいおさむ - 人物設計、作畫監督：いわいゆうき - 分鏡、演出：伊藤真珠 - 音響監督：飯塚康一RX - 監督：岩田六 - 動畫製作：Office Take Off - 製作：Pink Pineapple | 愛姊妹2 ～二人的果實～ - 企畫：織賀進 - 製作人：山村英泰 - 劇本：ももいおさむ - 人物設計：いわいゆうき - 分鏡：山梨健二 - 演出：金村真 - 作畫監督：服部憲和 - 音響監督：飯塚康一RX - 監督：浦英雄 - 動畫製作：CHAOS - 製作：SOFGARE、Pink Pineapple |

## 小說
小說版是由森茂りん寫作，於2004年5月14日由Softgarage發售（ISBN 978-4861330179）共一冊。

## 成人影片
成人影片標題是《愛姊妹》，由Pink Pineapple於1995年12月1日發售共1捲，片長76分，由堀内靖博擔任導演和編劇。

## 外部連結
- DL版官方網站DMM.com（日語）